# Marta Reyero Echevarría
Marta Reyero Echevarría (Lleó, 1965) és una periodista espanyola.
Va cursar estudis de Filosofia i Lletres en la Universitat d'Oviedo, i va obtenir la seva Llicenciatura en Publicitat a la Universitat del País Basc.
Va començar la seva marxa periodística a la fi dels 80 a Radio Asturias Cadena SER, i més tard en TVE Astúries. Ja a Madrid, va treballar a Hora 25, que llavors dirigia Carlos Llamas, també a la Cadena SER, entre 1992 i 1994. En la mateixa cadena també edita i presenta Hora 20. Va entrar a Sogecable el 1994; primer a l'informatiu Redacción (a Canal +), el 1999 en l'edició nocturna de CNN+ i des de 2005 en Quatre. En aquesta última va treballar a l'àrea d'informatius, entre 2005 i 2006, en l'edició migdia de Noticias Cuatro juntament amb Marta Fernández Vázquez, i des de setembre de 2006 presenta juntament amb Miguel Ángel Oliver l'edició Cap de setmana. A partir de juliol de 2014 ho fa amb Roberto Arce Vilardebó.
El 2011 va rebre el Premi Antena de Oro en la categoria de Televisió.